# Ikarus 282
Az Ikarus 282 az Ikarus Karosszéria- és Járműgyár egyik csuklós busza, melyből csak 11 darab készült el. A busz másfél méterrel volt hosszabb az Ikarus 280-asnál, a csukló utáni részén eggyel több ablakkal rendelkezett. A BKV-nál Budapesten, illetve a Volánbusz és a Szabolcs Volán színeiben közlekedtek a legyártott példányok. 1979-ben a poznańi vásáron is részt vett egy 282-es. Szóló változata az Ikarus 262-es.

## Budapest
1977-ben a BKV átvette próbaüzemre az Ikarus gyár legújabb fejlesztését, az Ikarus 282-es csuklós busz prototípusát. A GC-96-10 rendszámú buszt a gyár napokon belül visszakérte egy probléma miatt, majd augusztus 5-én már GC-96-17 rendszámmal került újra a BKV-hoz, ekkor már elkezdődhetett a próbaüzem. 
1979 júniusában további öt darabot vásárolt a BKV, melyből csak négy érkezett meg, majd 1980 novemberében megjött az ötödik is. A buszok GE-04-50 – GE-04-54 rendszámot kapták és többnyire a 144-es és a 61E (gyors 61E) vonalon jártak. 
A prototípus 1980-ban az Ikarushoz került vissza, további sorsa ismeretlen. A többi buszból hármat 1983 novemberében, egyet 1985 áprilisában selejteztek, melyek közül három a VOLÁN 5 sz. vállalathoz (későbbi Szabolcs Volán) került. Az utólag érkezett kocsi 1989 augusztusáig járt Budapesten a 61E viszonylaton. 
A próbaüzem tapasztalatai alapján további buszokat a BKV nem szerzett be a típusból, mivel hiába rendelkezett a 280-asnál erősebb motorral, így is lomha volt a mozgása és a hossza is sokszor gondot okozott.

## Nyíregyháza
A VOLÁN 5 sz. vállalat (későbbi nevén Szabolcs Volán) 1983-ban kettő, 1985-ben egy darabot használtan szerzett be Budapestről a BKV-tól, melyeket 1986-ban és 1987-ben selejteztek. 1989-ben a Magyar Honvédség birtokában lévő járművet is megszerezték, melyet 1995-ig használtak.

## Pécs
A Pécsi Tömegközlekedési Rt. 1979 végén szerzett be egy 282-est, melyet 1994-ig használtak a helyi járatokon.

## Volánbusz
A Volánbusz 1979 márciusában kettő, illetve 1980 márciusában egy darabot vásárolt, melyek 1987-ig, illetve 1992-ig közlekedtek.

## Összefoglaló táblázat
| Típus            | Állományba véve    | Eredeti forgalmi rsz. | Új forgalmi rsz. | Üzemegység                 | Megjegyzés |
| Kísérleti darab  | Kísérleti darab    | Kísérleti darab       | Kísérleti darab  | Kísérleti darab            | Kísérleti darab |
| ---------------- | ------------------ | --------------------- | ---------------- | -------------------------- | --- |
| 282.K1           | 1977. augusztus 5. | GC-96-10              | GC-96-17         | BKV, Cinkota               | 1980-ban az Ikarusba került vissza. |
| 282.00 (5 darab) |                    |                       |                  |                            | |
| 282.00           | 1979. június 9.    | GE-04-50              | BU-04-50         | BKV, Cinkota               | 1985 áprilisában Szabolcs Volánhoz került, majd 1987-ben selejtezték.                                                                                               |
| 282.00           | 1979. június 9.    | GE-04-51              | BU-04-51         | BKV, Cinkota               | 1983 novemberében Szabolcs Volánhoz került, majd 1986-ban selejtezték.                                                                                              |
| 282.00           | 1979. június 9.    | GE-04-52              | BU-04-52         | BKV, Cinkota               | 1983 novemberében selejtezték. |
| 282.00           | 1979. június 9.    | GE-04-53              | BU-04-53         | BKV, Cinkota               | 1983 novemberében Szabolcs Volánhoz került, majd 1987-ben selejtezték.                                                                                              |
| 282.00           | 1980. november 26. | GE-04-54              | BU-04-54         | BKV, Cinkota               | Utólag érkezett kocsi. 1989 augusztusában selejtezték. |
| 282.01 (2 darab) |                    |                       |                  |                            | |
| 282.01           | 1979               | HG-12-42              | BX-11-66 AVE-345 | Magyar Honvédség           | 1979-ben a poznańi vásárra vitték, később a Honvédséghez került. 1989-ben került a Szabolcs Volánhoz, majd 1991-től AVE-345 rendszámmal járt 1995-ös selejtezéséig. |
| 282.01           | 1979               | ?                     | ?                | Magyar Honvédség           | 1989-ben megvette a Trans-Tour |
| 282.02 (3 darab) |                    |                       |                  |                            | |
| 282.02           | 1979. március      | GF-23-67              | BU-36-67         | Volánbusz                  | 1987 májusában selejtezték. |
| 282.02           | 1979. március      | GF-23-68              | BU-36-68         | Volánbusz                  | 1987 májusában selejtezték. |
| 282.02           | 1980. március      | GF-31-96              | BU-36-69         | Volánbusz                  | 1992 augusztusában selejtezték. |
| 282.23 (1 darab) |                    |                       |                  |                            | |
| 282.23           | 1979. december     | GF-31-97              | BZ-11-72 BPV-053 | Pécsi Tömegközlekedési Rt. | 1994 decemberében selejtezték. |

## Modellváltozatok
| Altípus jelzése | Készült | Részére     | Darab | Motor              | Váltó            | Ajtóelrendezés                              |
| --------------- | ------- | ----------- | ----- | ------------------ | ---------------- | ------------------------------------------- |
| 282.K1          | 1976    | BKV         | 1 db  | Rába-MAN D2156HM6U | Renk Doromat 873 | 4-4-4-4 harmonikaajtó                       |
| 282.00          | 1978    | BKV         | 5 db  | Rába-MAN D2356HM6U | Prága 2M70       | 4-4-4-4 harmonikaajtó                       |
| 282.01          | 1978    | Szovjetunió | 2 db  | Rába-MAN D2356HM6U | ZF S6 90U-709    | 4-0-4-0 harmonikaajtó 2-4-0-4 harmonikaajtó |
| 282.02          | 1978    | Volán       | 3 db  | Rába-MAN D2356HM6U | ZF S6 90U-709    | 2-4-0-4 harmonikaajtó                       |
| 282.23          | 1979    | Pécs        | 1 db  | ?                  | ?                | 4-0-4-4 harmonikaajtó                       |